# Grande Prêmio da Itália de 2024
O Grande Prêmio da Itália de 2024 (formalmente denominado Formula 1 Pirelli Gran Premio D’Italia 2024) foi a décima sexta etapa do Campeonato Mundial de Fórmula 1 de 2024. disputado em 1 de setembro de 2024 no Autódromo Nacional de Monza, Monza, Itália. Foi vencido por Charles Leclerc, da Ferrari, com Oscar Piastri e Lando Norris, ambos da McLaren, ocupando respectivamente o segundo e o terceiro lugares.

## Resumo
Franco Colapinto fez sua estreia na Fórmula 1, substituindo Logan Sargeant na Williams a partir deste Grande Prêmio. Com isso, Colapinto tornou-se o primeiro piloto argentino a participar de uma etapa da F1 desde Gastón Mazzacane, que correu pela equipe Prost nas quatro primeiras provas da temporada de 2001.
Andrea Kimi Antonelli dirigiu pela Mercedes no lugar de George Russell durante a primeira sessão de treinos, fazendo sua estreia nos treinos de Fórmula 1.
Segunda vitória de Charles Leclerc no ano, e também a vigésima da equipe Ferrari nesse circuito.

## Resultados

### Treino classificatório
| Pos.                | N° | Piloto           | Construtor                 | Qualifying times | Qualifying times | Qualifying times | Final grid |
| Pos.                | N° | Piloto           | Construtor                 | Q1               | Q2               | Q3               | Final grid |
| ------------------- | -- | ---------------- | -------------------------- | ---------------- | ---------------- | ---------------- | ---------- |
| 1                   | 4  | Lando Norris     | McLaren-Mercedes           | 1:19.911         | 1:19.727         | 1:19.327         | 1          |
| 2                   | 81 | Oscar Piastri    | McLaren-Mercedes           | 1:20.076         | 1:19.808         | 1:19.436         | 2          |
| 3                   | 63 | George Russell   | Mercedes                   | 1:20.169         | 1:19.877         | 1:19.440         | 3          |
| 4                   | 16 | Charles Leclerc  | Ferrari                    | 1:20.074         | 1:20.007         | 1:19.461         | 4          |
| 5                   | 55 | Carlos Sainz Jr. | Ferrari                    | 1:20.149         | 1:19.799         | 1:19.467         | 5          |
| 6                   | 44 | Lewis Hamilton   | Mercedes                   | 1:20.477         | 1:19.641         | 1:19.513         | 6          |
| 7                   | 1  | Max Verstappen   | Red Bull Racing-Honda RBPT | 1:20.226         | 1:19.662         | 1:20.022         | 7          |
| 8                   | 11 | Sergio Pérez     | Red Bull Racing-Honda RBPT | 1:20.598         | 1:20.216         | 1:20.062         | 8          |
| 9                   | 23 | Alexander Albon  | Williams-Mercedes          | 1:20.542         | 1:20.314         | 1:20.299         | 9          |
| 10                  | 27 | Nico Hülkenberg  | Haas-Ferrari               | 1:20.781         | 1:20.411         | 1:20.339         | 10         |
| 11                  | 14 | Fernando Alonso  | Aston Martin-Mercedes      | 1:20.617         | 1:20.421         | N/A              | 11         |
| 12                  | 3  | Daniel Ricciardo | RB-Honda RBPT              | 1:20.901         | 1:20.479         | N/A              | 12         |
| 13                  | 20 | Kevin Magnussen  | Haas-Ferrari               | 1:20.856         | 1:20.698         | N/A              | 13         |
| 14                  | 10 | Pierre Gasly     | Alpine-Renault             | 1:20.748         | 1:20.738         | N/A              | 14         |
| 15                  | 31 | Esteban Ocon     | Alpine-Renault             | 1:20.764         | 1:20.766         | N/A              | 15         |
| 16                  | 22 | Yuki Tsunoda     | RB-Honda RBPT              | 1:20.945         | N/A              | N/A              | 16         |
| 17                  | 18 | Lance Stroll     | Aston Martin-Mercedes      | 1:21.013         | N/A              | N/A              | 17         |
| 18                  | 43 | Franco Colapinto | Williams-Mercedes          | 1:21.061         | N/A              | N/A              | 18         |
| 19                  | 77 | Valtteri Bottas  | Kick Sauber-Ferrari        | 1:21.101         | N/A              | N/A              | 19         |
| 20                  | 24 | Zhou Guanyu      | Kick Sauber-Ferrari        | 1:21.445         | N/A              | N/A              | 20         |
| 107% time: 1:25.504 |    |                  |                            |                  |                  |                  |            |
| Fontes:             |    |                  |                            |                  |                  |                  |            |

### Corrida
| Pos.                                                                     | N° | Piloto           | Construtor                 | Laps | Tempo/Retirada   | Grid | Pontos |
| ------------------------------------------------------------------------ | -- | ---------------- | -------------------------- | ---- | ---------------- | ---- | ------ |
| 1                                                                        | 16 | Charles Leclerc  | Ferrari                    | 53   | 1:14:40.727      | 4    | 25     |
| 2                                                                        | 81 | Oscar Piastri    | McLaren-Mercedes           | 53   | +2.664           | 2    | 18     |
| 3                                                                        | 4  | Lando Norris     | McLaren-Mercedes           | 53   | +6.153           | 1    | 16     |
| 4                                                                        | 55 | Carlos Sainz Jr. | Ferrari                    | 53   | +15.621          | 5    | 12     |
| 5                                                                        | 44 | Lewis Hamilton   | Mercedes                   | 53   | +22.820          | 6    | 10     |
| 6                                                                        | 1  | Max Verstappen   | Red Bull Racing-Honda RBPT | 53   | +37.932          | 7    | 8      |
| 7                                                                        | 63 | George Russell   | Mercedes                   | 53   | +39.715          | 3    | 6      |
| 8                                                                        | 11 | Sergio Pérez     | Red Bull Racing-Honda RBPT | 53   | +54.148          | 8    | 4      |
| 9                                                                        | 23 | Alexander Albon  | Williams-Mercedes          | 53   | +1:07.456        | 9    | 2      |
| 10                                                                       | 20 | Kevin Magnussen  | Haas-Ferrari               | 53   | +1:08.302        | 13   | 1      |
| 11                                                                       | 14 | Fernando Alonso  | Aston Martin-Mercedes      | 53   | +1:08.495        | 11   |        |
| 12                                                                       | 43 | Franco Colapinto | Williams-Mercedes          | 53   | +1:21.308        | 18   |        |
| 13                                                                       | 3  | Daniel Ricciardo | RB-Honda RBPT              | 53   | +1:33.452        | 12   |        |
| 14                                                                       | 31 | Esteban Ocon     | Alpine-Renault             | 52   | +1 lap           | 15   |        |
| 15                                                                       | 10 | Pierre Gasly     | Alpine-Renault             | 52   | +1 lap           | 14   |        |
| 16                                                                       | 77 | Valtteri Bottas  | Kick Sauber-Ferrari        | 52   | +1 lap           | 19   |        |
| 17                                                                       | 27 | Nico Hülkenberg  | Haas-Ferrari               | 52   | +1 lap           | 10   |        |
| 18                                                                       | 24 | Zhou Guanyu      | Kick Sauber-Ferrari        | 52   | +1 lap           | 20   |        |
| 19                                                                       | 18 | Lance Stroll     | Aston Martin-Mercedes      | 52   | +1 lap           | 17   |        |
| Ret                                                                      | 22 | Yuki Tsunoda     | RB-Honda RBPT              | 7    | Superaquecimento | 16   |        |
| Volta mais rápida: Lando Norris (McLaren-Mercedes) – 1:21.432 (volta 53) |    |                  |                            |      |                  |      |        |
| Fontes:                                                                  |    |                  |                            |      |                  |      |        |

## Tabela do campeonato após a corrida
|        | Pos. | Piloto           | Pontos |
| ------ | ---- | ---------------- | ------ |
|        | 1    | Max Verstappen   | 303    |
|        | 2    | Lando Norris     | 241    |
|        | 3    | Charles Leclerc  | 217    |
|        | 4    | Oscar Piastri    | 197    |
|        | 5    | Carlos Sainz Jr. | 184    |
| Fonte: |      |                  |        |

|        | Pos. | Construtor                 | Pontos |
| ------ | ---- | -------------------------- | ------ |
|        | 1    | Red Bull Racing-Honda RBPT | 446    |
|        | 2    | McLaren-Mercedes           | 438    |
|        | 3    | Ferrari                    | 407    |
|        | 4    | Mercedes                   | 292    |
|        | 5    | Aston Martin-Mercedes      | 74     |
| Fonte: |      |                            |        |

- Nota: Apenas as cinco primeiras posições estão incluídas em ambas as classificações.